# قاعدة الدفرسوار الجوية
قاعدة الدفرسوار الجوية (LG-209) هي قاعدة جوية نشطة للقوات الجوية المصرية، تعرف باسم " قاعدة أبو سلطان"، تقع على بعد حوالي 19 كم جنوب شرق الإسماعيلية؛ 116 كم شمال شرق القاهرة. كانت في السابق مطاراً رئيسياً للقوات الجوية الملكية باسم (RAF Deversoir)، بُنيّ قبل الحرب العالمية الثانية. وتتمركز فيه حالياً وحدة مروحيات طراز غازيل.

## تاريخها
كان الدفرسوار مطاراً عسكرياً للقوات الجوية الملكية (RAF) شُيدّ في الثلاثينيات. كجزء من دفاعات قناة السويس، حيث كان بناؤه على الشاطئ الشمالي الغربي للبحيرة المرة الكبرى. وخلال الحرب العالمية الثانية، اُستُخدمّ كمطار عسكري من قبل سلاح الجو الملكي والقوات الجوية للجيش الأمريكي خلال حملة شمال أفريقيا ضد قوات المحور.
استقبل المطار رئيس الولايات المتحدة فرانكلين روزفلت في 12 فبراير 1945 أثناء سفره من مؤتمر يالطا لاستقلال الطراد يو إس إس كوينسي، الذي كان راسياً في البحيرة المرة الكبرى واستضاف اجتماعات الرئيس مع الملك فاروق ملك مصر، الملك عبد العزيز ملك المملكة العربية السعودية وإمبراطور إثيوبيا هيلا سيلاسي قبل عودته إلى الولايات المتحدة.
يبدو أن سلاح الجو الملكي البريطاني استخدم الدفرسوار بعد الحرب حتى 1956 ، حينما تسلمته القوات الجوية المصرية. بُيّت ملاجئ محصنة حديثة للطائرات على منصات متفرقة في زمن الحرب، يظهر ذلك في علامات المدرجات الحديثة الواضحة في التصوير الجوي. تستخدم القاعدة الجوية لاستيعاب وحدة هليكوبتر تحلق بمروحيات طراز إيروسباسيال غازيل وهي مروحيات مسلحة.
كانت محطة الدفرسوار التابعة للقوات الجوية الملكية عاملة لجناح المقاتلات 324 في 1950 عندما كانت ملجئاً لثلاثة أسراب من طائرات دي هافيلاند فامباير بالإضافة إلى ثلاثة أسراب غلوستر ميتيور، نوع واحد لكل سرب. كان رقم الأسراب 213 و249. في وقت ما بالقرب من نهاية الحرب العالمية الثانية، اُستُخدمّت المحطة لإيواء أسرى حرب إيطاليين، يتضح ذلك من خلال لوحة رسمها أحدهم والتي كانت موجودة ما بين 1950 - 1952 في أحد مطابخ غرفة طعام لرتب أخرى.

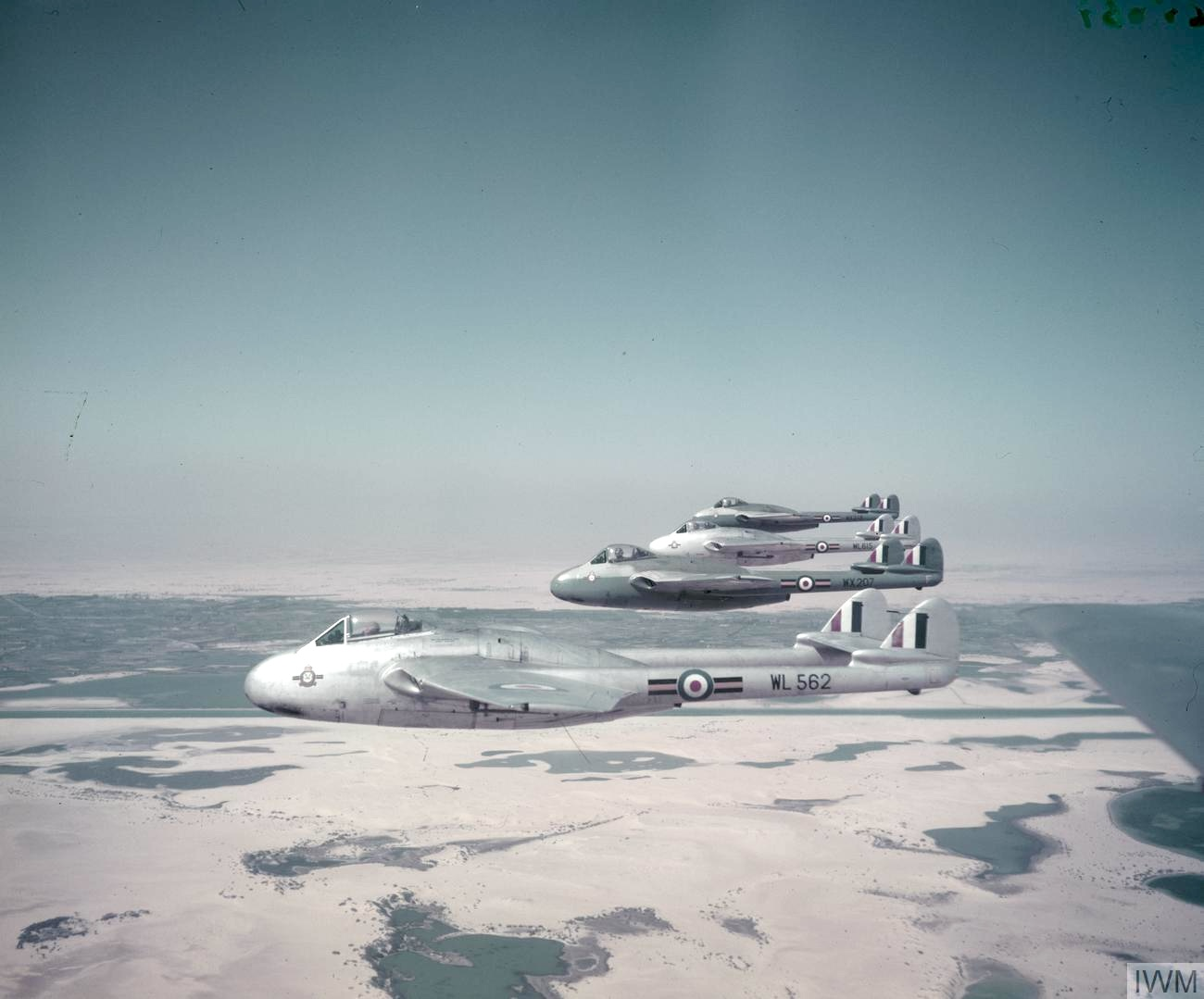
أربع طائرات غلوستر ميتيور تابعة لسلاح الجو الملكي من السرب 213 المتمركز في مطار الدفرسوار، تحلق فوق الصحراء المصرية، أبريل 1952
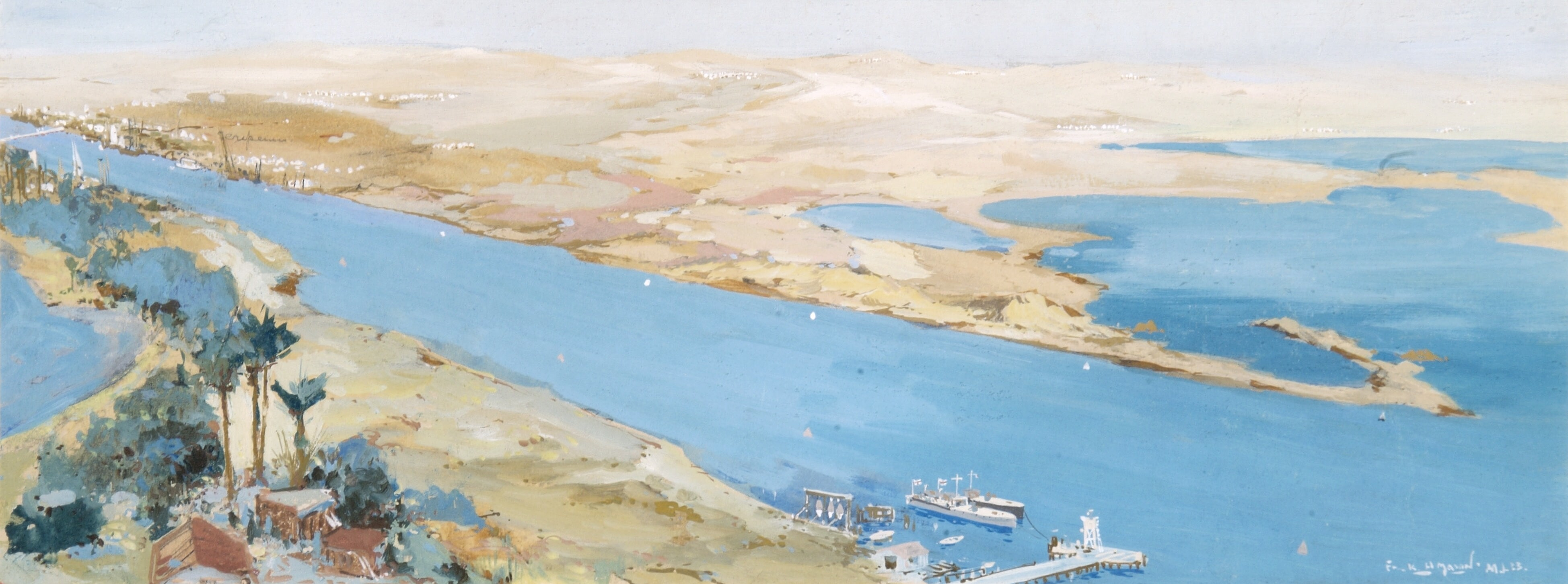
عمل فني لمحطة إشارة الدفرسوار، 1916

## الوحدات الرئيسية المخصصة
سلاح الجو الملكي
- رقم 33 آير ستورز بارك (4 - 17 يوليو 1942 ، 2 سبتمبر - 15 أكتوبر 1943)
- رقم 63 وحدة الإصلاح والإنقاذ (7 يوليو - أغسطس 1943)
- رقم 26 وحدة المعاونة لاعتراض الطائرات (6 مارس 1945 - 1 يناير 1946)
- المقر الرئيسي، الجناح رقم 324 (28 أغسطس 1948 - فبراير 1951)
- أسراب معروفة (التواريخ المعينة غير محددة)

6، 8، 32، 73، 213، 249، 256، 417، 680
القوات الجوية لجيش الولايات المتحدة (القوة الجوية التاسعة)
- جناح القصف 57 من 5 يونيو إلى 28 أغسطس 1943
- مجموعة القصف الثانية عشرة، 31 يوليو - أكتوبر 1942، بي-25 ميتش
- المجموعة 316 حاملة القوات، 23 نوفمبر - ديسمبر 1942. دوغلاس سي-47
- سرب رسم الخرائط التاسع عشر، 30 يناير 1944-31 يناير 1945 (بي-24/إف-7 ليبراتور)